# 红湾
红湾（英語：Red Bay）是加拿大拉布拉多南岸的一个渔村，曾经是巴斯克人在北美的捕鲸点。从1550年至17世纪中期，红湾拥有三艘Galleon和四艘小的Chalupa，这些捕鲸工具的发现使得红湾成为北美最有价值的水下考古点之一。2013年6月，红湾被联合国教科文组织登记为世界文化遗产。

## 地理
红湾是在同名海湾的一个天然港口，得名于这片地区的红色花岗岩，二战时曾作为海军船只的停泊点。海湾内的彭尼岛和马鞍岛曾是巴斯克人捕鲸的地方，考古发现圣胡安号捕鲸船即沉没在马鞍岛附近。

## 历史
在1550年至17世纪，红湾（当时称为鲸湾）是巴斯克人的捕鲸中心。纽芬兰纪念大学研究发现，来自法国南部和西班牙北部的巴斯克水手每季会派出15艘船和600名男子到美丽岛海峡捕露脊鲸和弓头鲸。1565年，一艘名为圣胡安号的捕鲸船以及数艘Chalupa在该地沉没。另一艘于2004年在该地发现的Galleon是该地发现的第四艘跨洋船只。马鞍岛附近的坟场埋葬了约140名捕鲸人，这些人被认为死于溺水和暴晒。1979年，红湾被登记为加拿大国家历史遗迹，2013年被登记为世界文化遗产。

## 人口
| Population in 2001          | 264   |
| Population change from 1996 | -4.1% |
| Median age                  | 39.6  |
| Number of families          | 80    |
| Number of married couples   | 65    |
| Total number of dwellings   | 90    |
| Catholic                    | 3.8%  |
| Protestant                  | 77.3% |
| Land Area (km².)            | 1.58  |

来源: 2001年加拿大人口统计